# Вениамин (хазарский царь)
Вениами́н (ивр. בנימין‎; годы правления: ок. 880-е — 900-е) — правитель Хазарского каганата. Не являлся каганом, а принадлежал к династии царей-заместителей (тюркск. титул бек, евр. ха-мелех). Десятый по счёту представитель. Упомянут в письме царя Иосифа, краткий рассказ о его деятельности имеется в письме Шехтера.
Царствование приходится на вторую половину IX в. В его годы правления греки подбили кочевые племена «асиев», «турку» и «пайнил» напасть на хазар. Для защиты от этой коалиции Вениамин обратился за помощью к аланам, издавна состоявшим или под властью хазар или в союзных отношениях с ними. Хазарам удалось отбить врагов, и Византия на первый раз не достигла своей цели. В изложенном сообщении Кембриджского анонима «пайнил», по Артамонову, несомненно означают печенегов, «турку» — гузов или узов, именуемых в русской летописи торками, а «асии», по всей вероятности, представляют асов или ясов, также неоднократно упоминаемых летописью. Особого внимания заслуживает противопоставление асиев-асов аланам, так как считается, что оба эти наименования относятся к одному и тому же народу, в данном случае представленному разными частями, локализованными в разных местах.
Союз организовала и возглавила Византия, отказавшись от традиционной политики сотрудничества с каганатом после принятия хазарами иудаизма. Вениамин одержал победу благодаря военной помощи, полученной от царя Кавказской Алании. Данный конфликт имел место не ранее 867 года. В отечественной историографии его иногда ошибочно (вслед за М. И. Артамоновым) переносят в X век.